# Sinistra indipendente
La sinistra indipendente fu un movimento politico nel quale confluirono personalità che, sebbene elette all'interno delle liste di partiti di sinistra, in particolare del Partito Comunista Italiano, non erano iscritti o non erano soggetti alla disciplina degli stessi.

## Storia
Nacque nelle elezioni politiche del 1948, quando senatori eletti senza tessere nel Fronte Popolare crearono il gruppo dei Democratici di Sinistra e venne confermato nel 1953 quando il PCI inserì in lista personalità della cultura e della società civile non iscritte al partito e in quella legislatura al senato si costituì il gruppo parlamentare Gruppo Democratico Indipendenti di Sinistra, con senatori quali Tomaso Smith e Virgilio Nasi.
Il titolo ("indipendenti di sinistra") fu successivamente attribuito, in Italia, a quei candidati contigui al Partito Comunista Italiano a partire dal 1967-68 fino al suo scioglimento, che per provenienza e idee erano esterni alla struttura del partito, provenendo dal mondo cattolico (come Raniero La Valle) o laico/azionista (come Altiero Spinelli e Ferruccio Parri che fu per anni capogruppo al senato) o dalla società civile, come il magistrato Cesare Terranova, e anche dello spettacolo come Eduardo De Filippo e Gino Paoli. 
In questo frangente storico e fino agli anni '80 ebbe infine un proprio gruppo alla Camera e al 1992 al Senato e una propria organizzazione ufficiale autonoma e riconoscibile.

## Alcuni parlamentari della sinistra indipendente
- Gian Mario Albani
- Luigi Anderlini
- Franco Antonicelli
- Gaetano Arfé
- Giulio Carlo Argan
- Laura Balbo
- Andrea Barbato
- Franco Bassanini
- Giuseppina Bertone
- Antonio Cederna
- Giancarla Codrignani
- Ludovico Corrao
- Eduardo De Filippo
- Wladimiro Dorigo
- Giovanni Cesare Ferrara
- Giuseppe Fiori
- Elio Giovannini
- Mario Gozzini
- Pietro Grammatico
- Natalia Ginzburg
- Gina Lagorio
- Raniero La Valle
- Carlo Levi
- Ettore Masina
- Aldo Masullo
- Virgilio Nasi
- Claudio Napoleoni
- Giorgio Nebbia
- Franca Ongaro
- Adriano Ossicini
- Ferruccio Parri
- Gino Paoli
- Gianfranco Pasquino
- Carla Ravaioli
- Massimo Riva
- Aldo Rizzo
- Stefano Rodotà
- Guido Rossi
- Luigi Spaventa
- Altiero Spinelli
- Giorgio Strehler
- Cesare Terranova
- Enzo Tiezzi
- Vincenzo Visco
- Enzo Enriquez Agnoletti
- Tullia Carettoni Romagnoli
- Tullio Vinay
- Piero Pratesi
- Antonio Giolitti
- Vittorio Foa